# Gran Premio di superbike di Kyalami 1998
Il Gran Premio di Superbike di Kyalami 1998 è stata la settima prova su dodici del campionato mondiale Superbike 1998, è stato disputato il 5 luglio sul circuito di Kyalami e ha visto la vittoria di Pierfrancesco Chili in gara 1, lo stesso pilota si è ripetuto anche in gara 2.
La vittoria nella gara valevole per il campionato mondiale Supersport è stata invece ottenuta da Stéphane Chambon.
Si tratta della prima volta che il campionato mondiale Superbike viene ospitato in Sudafrica.

## Risultati

### Gara 1

#### Arrivati al traguardo[4]
| Pos. | Nº  | Pilota               | Squadra              | Motocicletta | Giri | Tempo     | Griglia | Punti |
| ---- | --- | -------------------- | -------------------- | ------------ | ---- | --------- | ------- | ----- |
| 1º   | 7   | Pierfrancesco Chili  | Ducati Racing ADVF   | Ducati       | 25   | 43:45.405 | 1º      | 25    |
| 2º   | 2   | Carl Fogarty         | Ducati Performance   | Ducati       | 25   | +0:01.301 | 4º      | 20    |
| 3º   | 35  | Gregorio Lavilla     | De Cecco Racing      | Ducati       | 25   | +0:08.294 | 7º      | 16    |
| 4º   | 8   | James Whitham        | Suzuki WSB           | Suzuki       | 25   | +0:08.721 | 10º     | 13    |
| 5º   | 6   | Peter Goddard        | Suzuki WSB           | Suzuki       | 25   | +0:09.140 | 8º      | 11    |
| 6º   | 4   | Akira Yanagawa       | Kawasaki Racing      | Kawasaki     | 25   | +0:10.673 | 3º      | 10    |
| 7º   | 41  | Noriyuki Haga        | Yamaha World SBK     | Yamaha       | 25   | +0:10.688 | 9º      | 9     |
| 8º   | 111 | Aaron Slight         | Castrol Honda        | Honda        | 25   | +0:16.802 | 5º      | 8     |
| 9º   | 45  | Colin Edwards        | Castrol Honda        | Honda        | 25   | +0:17.082 | 6º      | 7     |
| 10º  | 44  | Scott Russell        | Yamaha World SBK     | Yamaha       | 25   | +0:37.723 | 12º     | 6     |
| 11º  | 39  | Alessandro Gramigni  | Gattolone Racing     | Ducati       | 25   | +1:06.067 | 14º     | 5     |
| 12º  | 9   | Piergiorgio Bontempi | Kawasaki Bertocchi   | Kawasaki     | 25   | +1:12.741 | 13º     | 4     |
| 13º  | 15  | Igor Jerman          | Team Bertocchi       | Kawasaki     | 25   | +1:24.722 | 16º     | 3     |
| 14º  | 10  | Andrew Stroud        | Andrew Stroud Racing | Kawasaki     | 24   | +1 giro   | 17º     | 2     |
| 15º  | 27  | Frédéric Protat      | FP Racing            | Ducati       | 24   | +1 giro   | 19º     | 1     |
| 16º  | 73  | Clinton Pienaar      | Moto Frisoli Ciba V. | Ducati       | 24   | +1 giro   | 20º     |       |
| 17º  | 76  | Issy Zimmerman       | Autoplex Acenet      | Ducati       | 23   | +2 giri   | 21º     |       |

#### Ritirati
| Nº | Pilota          | Squadra              | Motocicletta | Giri | Griglia |
| -- | --------------- | -------------------- | ------------ | ---- | ------- |
| 5  | Neil Hodgson    | Kawasaki Racing      | Kawasaki     | 23   | 11º     |
| 75 | Noel Haarhoff   | Rich. Knowles Ducati | Ducati       | 16   | 18º     |
| 19 | Lucio Pedercini | Team Pedercini       | Ducati       | 5    | 15º     |
| 11 | Troy Corser     | Ducati Racing ADVF   | Ducati       | 0    | 2º      |

### Gara 2

#### Arrivati al traguardo[5]
| Pos. | Nº  | Pilota               | Squadra              | Motocicletta | Giri | Tempo     | Griglia | Punti |
| ---- | --- | -------------------- | -------------------- | ------------ | ---- | --------- | ------- | ----- |
| 1º   | 7   | Pierfrancesco Chili  | Ducati Racing ADVF   | Ducati       | 25   | 43:45.115 | 1º      | 25    |
| 2º   | 2   | Carl Fogarty         | Ducati Performance   | Ducati       | 25   | +0:00.230 | 4º      | 20    |
| 3º   | 41  | Noriyuki Haga        | Yamaha World SBK     | Yamaha       | 25   | +0:00.410 | 9º      | 16    |
| 4º   | 45  | Colin Edwards        | Castrol Honda        | Honda        | 25   | +0:01.285 | 6º      | 13    |
| 5º   | 4   | Akira Yanagawa       | Kawasaki Racing      | Kawasaki     | 25   | +0:01.337 | 3º      | 11    |
| 6º   | 6   | Peter Goddard        | Suzuki WSB           | Suzuki       | 25   | +0:09.805 | 8º      | 10    |
| 7º   | 11  | Troy Corser          | Ducati Racing ADVF   | Ducati       | 25   | +0:18.151 | 2º      | 9     |
| 8º   | 111 | Aaron Slight         | Castrol Honda        | Honda        | 25   | +0:31.715 | 5º      | 8     |
| 9º   | 44  | Scott Russell        | Yamaha World SBK     | Yamaha       | 25   | +0:37.409 | 12º     | 7     |
| 10º  | 9   | Piergiorgio Bontempi | Kawasaki Bertocchi   | Kawasaki     | 25   | +0:49.942 | 13º     | 6     |
| 11º  | 15  | Igor Jerman          | Team Bertocchi       | Kawasaki     | 25   | +0:56.962 | 16º     | 5     |
| 12º  | 10  | Andrew Stroud        | Andrew Stroud Racing | Kawasaki     | 25   | +1:01.154 | 17º     | 4     |
| 13º  | 19  | Lucio Pedercini      | Team Pedercini       | Ducati       | 25   | +1:02.722 | 15º     | 3     |
| 14º  | 39  | Alessandro Gramigni  | Gattolone Racing     | Ducati       | 25   | +1:16.367 | 14º     | 2     |
| 15º  | 27  | Frédéric Protat      | FP Racing            | Ducati       | 24   | +1 giro   | 19º     | 1     |
| 16º  | 76  | Issy Zimmerman       | Autoplex Acenet      | Ducati       | 23   | +2 giri   | 21º     |       |

#### Ritirati
| Nº | Pilota           | Squadra              | Motocicletta | Giri | Griglia |
| -- | ---------------- | -------------------- | ------------ | ---- | ------- |
| 5  | Neil Hodgson     | Kawasaki Racing      | Kawasaki     | 21   | 11º     |
| 73 | Clinton Pienaar  | Moto Frisoli Ciba V. | Ducati       | 12   | 20º     |
| 35 | Gregorio Lavilla | De Cecco Racing      | Ducati       | 4    | 7º      |
| 8  | James Whitham    | Suzuki WSB           | Suzuki       | 4    | 10º     |

### Supersport

#### Arrivati al traguardo
| Pos. | Nº | Pilota               | Squadra              | Motocicletta | Giri | Tempo     | Punti |
| ---- | -- | -------------------- | -------------------- | ------------ | ---- | --------- | ----- |
| 1º   | 4  | Stéphane Chambon     | Alstare Corona       | Suzuki       | 23   | 42'11.652 | 25    |
| 2º   | 2  | Vittoriano Guareschi | Yamaha Belgarda      | Yamaha       | 23   | +0.744    | 20    |
| 3º   | 8  | Fabrizio Pirovano    | Alstare Corona       | Suzuki       | 23   | +4.018    | 16    |
| 4º   | 1  | Paolo Casoli         | Ducati Performance   | Ducati       | 23   | +5.462    | 13    |
| 5º   | 81 | Brett MacLeod        | Elf Suzuki           | Suzuki       | 23   | +5.775    | 11    |
| 6º   | 18 | Cristiano Migliorati | Endoug Marchesi Cor. | Ducati       | 23   | +17.012   | 10    |
| 7º   | 21 | Roberto Teneggi      | Falappa Ghelfi       | Ducati       | 23   | +23.667   | 9     |
| 8º   | 80 | Russell Wood         | Nashua Honda         | Honda        | 23   | +26.050   | 8     |
| 9º   | 11 | Giovanni Bussei      | Sacchi Corse         | Suzuki       | 23   | +28.075   | 7     |
| 10º  | 52 | James Toseland       | Castrol Honda        | Honda        | 23   | +28.107   | 6     |
| 11º  | 5  | Massimo Meregalli    | Yamaha Belgarda      | Yamaha       | 23   | +28.328   | 5     |
| 12º  | 35 | Mauro Lucchiari      | De Cecco Racing      | Ducati       | 23   | +30.657   | 4     |
| 13º  | 9  | Wilco Zeelenberg     | Yamaha Dee Cee J.RT  | Yamaha       | 23   | +32.878   | 3     |
| 14º  | 14 | Marco Risitano       | Kawasaki Team Italia | Kawasaki     | 23   | +33.110   | 2     |
| 15º  | 19 | Walter Tortoroglio   | Sacchi Corse         | Suzuki       | 23   | +33.764   | 1     |
| 16º  | 20 | Werner Daemen        | Kawasaki Belgium     | Kawasaki     | 23   | +34.669   |       |
| 17º  | 6  | Mario Innamorati     | Kawasaki Team Italia | Kawasaki     | 23   | +35.183   |       |
| 18º  | 22 | Stefan Nebel         | Kawasaki Junior      | Kawasaki     | 23   | +57.397   |       |
| 19º  | 12 | Albert Aerts         | BKM Racing           | Yamaha       | 23   | +57.564   |       |
| 20º  | 78 | Stewart MacLeod      | Elf Suzuki           | Suzuki       | 23   | +1'07.513 |       |
| 21º  | 68 | Mike Dikinson        | Racing Team          | Yamaha       | 23   | +1'18.703 |       |

#### Ritirati
| Nº | Pilota                | Squadra              | Motocicletta | Giri |
| -- | --------------------- | -------------------- | ------------ | ---- |
| 17 | Pere Riba             | Garella Racing       | Ducati       | 21   |
| 13 | Kirk McCarthy         | Castrol Honda        | Honda        | 21   |
| 96 | Claude Alain Jaggi    | Phillippe Cuolon T.  | Ducati       | 15   |
| 82 | Graeme Van Breda      | Elf Suzuki           | Suzuki       | 10   |
| 83 | Greg Dreyer           | Midmacor Honda       | Honda        | 8    |
| 16 | Sébastien Charpentier | Honda Reflex         | Honda        | 5    |
| 33 | Robert Ulm            | Sebring Yamaha Aus.  | Yamaha       | 2    |
| 3  | Yves Briguet          | Endoug Marchesi Cor. | Ducati       | 0    |
| 77 | Brad Anassis          | Elf Suzuki           | Suzuki       | 0    |